# MozBackup
 (novembre 2023).
MozBackup est un logiciel utilitaire simple de sauvegarde de données utilisateur d'applications informatiques telles que Mozilla Firefox, Mozilla Thunderbird, etc. Il permet de sauvegarder et de restaurer les favoris, le courrier, les contacts, l'historique, les extensions, les mots de passe, le cache, etc. MozBackup est n’est plus développé.

## Histoire
À l'été 2003, Pavel Cvrček (cs) présente le programme Mozilla Backup conçu pour sauvegarder les profils utilisateur de Mozilla Application Suite sur Microsoft Windows. Dans les versions ultérieures, la prise en charge des profils de Mozilla Firefox, des programmes Mozilla Thunderbird et progressivement de nombreuses autres applications utilisateur basées sur les technologies Mozilla est intégrée. Depuis la version 1.3, le programme s'appelle MozBackup, dans la version 1.4.8 le programme devient open source. Traduit dans plusieurs dizaines de langues, MozBackup est populaire et très apprécié des fournisseurs de logiciels,,,.